# 澳优乳业
澳优乳业（中国）有限公司（英語：Ausnutria Co.,Ltd.，港交所：1717），是一家中国乳业公司，主要生产销售婴儿配方奶粉。

## 历史
2003年9月建立，总部位于湖南省长沙市望城区，2009年10月8日在香港交易所挂牌上市，2011年8月收购荷兰乳业公司海普诺凯hyproca，2016年收购澳大利亚品牌Nutrition Care，2021年伊利集团以62.45亿港元收购34.33%的股权，成为第一大股东。2023年9月创始人颜卫彬宣布辞去董事长一职，改由张占强担任。

## 品牌
- 羊奶粉：佳贝艾特
- 牛奶粉：海普诺凯、能立多、澳优爱优、悠蓝、珀淳、澳滋
- 营养品：爱益森、Nutrition Care